# La schivata
La schivata (L'esquive) è un film del 2003 diretto da Abdel Kechiche.
Miglior film francese ai César del 2005, dove sono stati premiati anche il regista, la sceneggiatura e la giovane protagonista Sara Forestier come migliore promessa femminile dell'anno.

## Trama
L'azione si svolge interamente in un quartiere di periferia di una grande città francese (è in realtà il quartiere di Franc-Moisin a Saint-Denis, ma nel film non è mai nominato).
Abdelkri, detto Krimo, è un adolescente di famiglia maghrebina, vive con la madre e ha il padre in carcere. Ha un carattere molto quieto, taciturno, che contrasta con quello della maggior parte dei suoi coetanei, più estroversi e soprattutto molto accesi nelle discussioni.
Proprio un prolungato silenzio, è alla base della rottura con la propria ragazza Magalie. Questa immagina che, trascorso un po' di tempo dalla lite, lui vorrà farsi perdonare e riconquistarla, come avvenuto più volte in passato. Ma stavolta non sarà così.
Krimo, appena lasciato da Magalie, si imbatte in una sua amica, Lydia, che sta contrattando con un sarto cinese il prezzo del vestito settecentesco che si è fatta fare apposta per la recita scolastica della quale è protagonista. Krimo improvvisamente si innamora di Lydia, e per avvicinarla e conquistarla si cimenta nella recitazione.
L'opera in allestimento è Il gioco dell'amore e del caso di Marivaux e Krimo arriva a pagare l'amico Rachid, pur di sostituirlo nell'interpretazione di Arlecchino, spasimante di Lisetta/Lydia.
Nonostante la buona volontà, Krimo come attore è una frana, ma insiste almeno fino a quando, durante la prova di una scena, fa un'avance a Lydia. Lei si ritrae, e ad una richiesta esplicita per sapere se sia o no disposta ad uscire con lui, prende tempo. Questo gesto finisce per scatenare una serie di reazioni a catena. Fatih, infatti, per amicizia di Krimo, prima cerca di ricucire con Magalie, poi quando si accorge che l'amico è innamorato di Lydia, ma che questa non si è ancora degnata di dirgli se ci sta o no, arriva ad aggredire Frida, l'amica di questa, purché si giunga presto ad una risposta.
Dopo accesissime discussioni si arriva ad un incontro risolutore nel quale, con buona pace di amici ed amiche, Krimo e Lydia si possono confrontare civilmente. Proprio mentre la ragazza cerca di fare chiarezza sulla propria indecisione, irrompe una pattuglia di poliziotti che brutalmente spezza il dialogo e l'armonia che si stava ritrovando.
La recita, con Rachid tornato nei panni di Arlecchino, va in scena con grande successo e, mentre Magalie ha già un nuovo ragazzo, Krimo, sconfitto, si chiude di nuovo in se stesso e, una volta a casa, si concede di non rispondere all'amica Lydia che lo chiama dalla strada.

## Distribuzione
Il film venne presentato al Festival "Entre vues" di Belfort il 25 novembre 2003. Nei cinema francesi è uscito a partire dal 7 gennaio 2004, poi in Belgio (14 aprile 2004) e quindi nel resto d'Europa e del mondo. In Italia è uscito l'11 febbraio 2005.

## Riconoscimenti
- 2005 - Premio César
  - Miglior film
  - Miglior regista
  - Migliore sceneggiatura
  - Migliore promessa femminile (Sara Forestier)
- 2005 - Premio Lumière
  - Migliore sceneggiatura
- 2004 - Festival du Film de Cabourg
  - Swann d'oro al miglior regista
  - Swann d'oro alla miglior rivelazione femminile (Sara Forestier)
- 2004 - Festival International du Film d'Amour de Mons
  - Miglior interpretazione femminile (Sara Forestier, Sabrina Ouazani e Nanou Benhamou)